# 孫勝男
孫勝男（1987年1月21日—）来自北京市，是一名中國女子網球运动员。她出身网球世家，父母都曾是北京队的成员，且退役后都在八一网球队担任教练。孙胜男于2001年加入八一网球队，2004年在澳大利亚网球公开赛青少年组女子双打项目上联同中华台北队的詹咏然夺得冠军。2010年，孙胜男入选广州亚运阵容，她在比赛期间和张帅搭档参加女子双打项目，和柏衍搭档参加混合双打项目。